# Артігас (антарктична станція)
Станція Артігас — уругвайська антарктична наукова станція. Найбільша з двох уругвайських антарктичних станцій. Є Уругвайським Антарктичним Інститутом. Працює цілорічно, влітку число співробітників досягає 60 осіб, взимку залишаються мінімум 9 людей.
Розташована на острові Кінг-Джордж на вільній від криги поверхні, за 100 метрів від берега. Найближча станція — Беллінсгаузен (Росія). Найближчий порт — Ушуая.
На території станції ведуться наукові дослідження в області гляціології, гідрології, геодезії, метеорології, медицини, зоології, тощо.